# Raja Abu-Ghazaleh Chaath
Raja Abu-Ghazaleh Chaath, né à Naplouse en Palestine, est une personnalité féminine palestinienne. Elle est à la tête des conseils d'administration des ONG Give Palestine et Give Gaza, qu’elle a fondé en respectivement en 2003 dans la Bande de Gaza et en 2010 à Ramallah.

## Biographie
Raja Abu-Ghazaleh Chaath est la sœur la plus jeune d'une famille nombreuse renommée. Elle fait ses études secondaires dans sa ville natale. Elle obtient ensuite une maitrise en gestion des affaires de l'université américaine de Beyrouth. 
Pendant ses études à l'université américaine de Beyrouth, Raja Abu-Ghazaleh Chaath prit de nombreuses initiatives humanitaires et culturelles : elle a organisé des campagnes de don de sang pour les palestiniens victimes de la guerre civile au Liban, et a mené des campagnes médiatiques pour relater la souffrance des palestiniens dans les camps de réfugiés.
En 1987, elle a travaillé pendant deux ans dans une entreprise privée de produits agricoles dans le nord de la vallée du Jourdain, ce qui fut le point de départ de sa carrière professionnelle.

### Maison de l'Orient (Jérusalem)
La première étape politique de sa vie fut en 1991, quand elle est choisie par le militant Fayçal Al-Husseini pour participer à la première formation en protocole et relations internationales qui avait lieu dans l'établissement Passia à Jérusalem et qui a été financée par le Ministère des Affaires étrangères de la Suède. La même année elle fait partie de l'équipe de la Maison d'Orient avec Fayçal Al-Husseini. 
En 1992, comme partie de son travail dans la Maison de l'Orient, elle a participé à la délégation qui s'est rendue à Washington pour les négociations de paix israélo-arabes en qualité d'administratrice. Puis elle a travaillé au sein de la première délégation de la Banque mondiale ayant visité la Palestine, elle en était la coordinatrice administrative et elle a parcouru toutes les villes palestiniennes en un mois. Ensuite elle a rejoint le département du protocole dans le même établissement. Elle y a rencontré Tansu Ciller, ministre des Affaires étrangères de la Turquie, Alain Juppé, ministre des Affaires étrangères de la France, le ministre des Affaires étrangères des Pays-Bas et Terje Larsen, l'émissaire de l'ONU pour la Palestine. Elle a aussi accompagné la Reine des Pays-Bas lors de sa visite à la vieille ville et à la mosquée Al-Aqsa à Jérusalem en 1993.
Elle a fait partie des responsables des préparatifs pour accueillir le président Yasser Arafat à Rafah (en 1994), où elle était chargée de toutes les délégations internationales qui avaient participé à cet évènement.
Toujours en 1994, elle a voyagé en Autriche pour participer à une formation financée par l'ONU sur le thème de l'action des organisations internationales et le rôle des Nations unies dans la promotion de la paix. Au cours de la même année, elle a été responsable des délégations internationales qui ont participé à la réception de Yasser Arafat lors de sa première visite à la ville de Jéricho.

### Épouse du grand militant Nabil Chaath
Pendant l'été 1995 Raja Abu-Ghazaleh Chaath a épousé Nabil Ali Chaath, alors membre du Comité central du Fatah et ministre de la Planification et de la Coopération internationale, avec lequel elle s'est déplacée pour habiter dans la ville de Gaza. Elle l'a accompagné dans de nombreux voyages à l'étranger et a visité plus d'une centaine de pays arabes et étrangers pour chercher le financement nécessaire en vue de mettre en œuvre les différents projets qui faisaient partie des plans de développement de l'Autorité palestinienne et pour mobiliser le soutien international et arabe afin de faire pression sur Israël pour appliquer les accords d'Oslo. 

## Action humanitaire

### Fondation de l'organisation Give Gaza en 2003
En 2003, avec l'aggravation de la situation humanitaire à Gaza à la suite de l'Intifada d'Al-Aqsa et des incursions israéliennes, Raja Abu-Ghazaleh Chaath a ressenti le devoir de contribuer efficacement à atténuer ces conditions de vie dégradées vécues par les familles et les enfants palestiniens. Elle a pris l'initiative de créer l'association Efforts bénévoles de Gaza pour le secours rapide (Give Gaza), soutenue entre autres par Leila Shahid. Il s'agit d'une ONG caritative palestinienne sans caractère politique qui s'occupe des femmes et des enfants palestiniens, qui vise principalement à fournir une assistance à tous ceux qui en éprouvent le besoin.
La culture n'est pas oubliée, avec la création de vingt-trois bibliothèques pour enfants dans les différents gouvernorats de la Bande de Gaza, et la promotion de la lecture qu'elle considère comme seul moyen pour briser le siège imposé à la population de la Bande de Gaza.

### Fondation de l'organisation Give Palestine en 2010
En janvier 2010, Raja Abu-Ghazaleh Chaath a déménagé avec son mari et sa fille pour s'installer dans la ville de Ramallah. Face aux conditions de vie difficiles en Cisjordanie, elle crée une nouvelle association appelée Give Palestine pour compléter le parcours de l'organisation Give Gaza, qui agit depuis Gaza.
Le siège de Give Palestine a été inauguré dans la ville de Ramallah au printemps de 2010 pour devenir l’organisation mère de futures associations qui couvriraient tous les gouvernorats du pays. C'est une organisation qui vise à promouvoir la culture chez les enfants dans les villages de la Cisjordanie situés aux frontières des colonies israéliennes, pour soutenir la résistance de la population face aux agressions des colons israéliens et apporter l’aide aux familles dans les zones touchées. 
Cette jeune organisation « Give Palestine » a commencé son action par la création de cinq bibliothèques pour enfants dans la ville de Jérusalem et ses environs, en plus de la mise en œuvre d’un certain nombre de campagnes pour la distribution de l'aide humanitaire à la population des villes et villages proches du mur de séparation. 